# Guillermo Represa del Río
Guillermo Represa del Río (Betanzos, província de La Corunya, 1958) és un editor de cinema gallec. Va començar a fer muntatge i edició cinematogràfica en la dècada del 1990. Destacà aviat quan fou nominat al Goya al millor muntatge pel seu treball a Boca a boca (1995). Ha rebut el premi "Mestre Mateo" del cinema gallec com a millor muntador per Entre bateas (2002) El año de la garrapata (2005) i Concursante (2007).

## Filmografia
- 2017: La batalla desconocida (Documental)
- 2015: El médico atento (Documental)
- 2013: Inevitable
- 2012: Vilamor
- 2012: El sexe dels àngels
- 2009: Agallas
- 2008: Mà morta truca a la porta
- 2008: Pradolongo
- 2007: Oriundos de la noche
- 2007: Concursante
- 2006: Locos por el sexo
- 2005: Un rey en La Habana
- 2004: El año de la garrapata
- 2003: Besos de gato
- 2003: El lápiz del carpintero
- 2001: Sólo mía
- 2001: Marujas asesinas
- 2000: La gran vida
- 2000: El árbol del penitente
- 1998: El milagro de P. Tinto
- 1998: Mararía
- 1996: El amor perjudica seriamente la salud
- 1995: Boca a boca
- 1994: Todos los hombres sois iguales
- 1993: ¿Por qué lo llaman amor cuando quieren decir sexo?
- 1992: Salsa rosa